# Ringfad
Ringfad (em irlandês:  An Rinn Fhada) é uma townland de aproximadamente 181 acres localizada no Condado de Down, Irlanda do Norte. It is situated in the civil parish of Ardglass and the historic barony of Lecale Lower.
O nome refere-se à península adjacente ampla em Ardglass no sul e formanndo o lado oriental de Coney Island Bay. O ponto de terra no final da península é conhecido como Ringfad Point. 